# Mammad Iskenderov
 (mars 2022).
 (mars 2022).
La mise en forme du texte ne suit pas les recommandations de Wikipédia : il faut le « wikifier ».
Les points d'amélioration suivants sont les cas les plus fréquents :
- Les titres sont pré-formatés par le logiciel. Ils ne sont ni en capitales, ni en gras.
- Le texte ne doit pas être écrit en capitales (les noms de famille non plus), ni en gras, ni en italique, ni en « petit »…
- Le gras n'est utilisé que pour surligner le titre de l'article dans l'introduction, une seule fois.
- L'italique est rarement utilisé : mots en langue étrangère, titres d'œuvres, noms de bateaux, etc.
- Les citations ne sont pas en italique mais en corps de texte normal. Elles sont entourées par des guillemets français : « et ».
- Les listes à puces sont à éviter, des paragraphes rédigés étant largement préférés. Les tableaux sont à réserver à la présentation de données structurées (résultats, etc.).
- Les appels de note de bas de page (petits chiffres en exposant, introduits par l'outil «  Source ») sont à placer entre la fin de phrase et le point final[comme ça].
- Les liens internes (vers d'autres articles de Wikipédia) sont à choisir avec parcimonie. Créez des liens vers des articles approfondissant le sujet. Les termes génériques sans rapport avec le sujet sont à éviter, ainsi que les répétitions de liens vers un même terme.
- Les liens externes sont à placer uniquement dans une section « Liens externes », à la fin de l'article. Ces liens sont à choisir avec parcimonie suivant les règles définies. Si un lien sert de source à l'article, son insertion dans le texte est à faire par les notes de bas de page.
- La présentation des références doit suivre les conventions bibliographiques. Il est recommandé d'utiliser les modèles {{Ouvrage}}, {{Chapitre}}, {{Article}}, {{Lien web}} et/ou {{Bibliographie}}. Le mode d'édition visuel peut mettre en forme automatiquement les références.
- Insérer une infobox (cadre d'informations à droite) n'est pas obligatoire pour parachever la mise en page.

Pour une aide détaillée, merci de consulter Aide:Wikification.
Si vous pensez que ces points ont été résolus, vous pouvez retirer ce bandeau et améliorer la mise en forme d'un autre article.
Mammad Iskenderov (en azéri : İsgəndərov Məmməd Əbdül oğlu), né le 4 décembre 1915 dans le village d'Eyvazly, dans la province d'Elizavetpol en actuel Azerbaïdjan et mort le 28 mai 1985 à Bakou est un homme politique et un scientifique soviétique. 
D'origine kurde, il est l'un des rares représentants des minorités indigènes de la RSS d'Azerbaïdjan nommés à des postes gouvernementaux importants (depuis qu'il a été officiellement enregistré comme « Azerbaïdjanais »).

## Biographie
Mammad Iskenderov est né dans une famille rurale. 
Enseignant dans une école secondaire dans la région de Zangelan de la RSS d'Azerbaïdjan de 1932 à 1935, il est étudiant en géologie à l'Institut industriel d'Azerbaïdjan, de 1935 à 1940. La direction de la RSS d'Azerbaïdjan menant une politique d'assimilation forcée à l'égard des peuples autochtones de son territoire comme les Kurdes, il est officiellement enregistré dans des documents soviétiques comme « Azerbaïdjanais »,,. 

## Carrière
- 1943-1945 : Dans le trust d'Azizbekovneft : géologue du 5e champ.
- 1948-1949 : Vice-ministre du Contrôle d'État de la RSS d'Azerbaïdjan.
- 1949-1951 : Gérant du trust Ordzhonikidzeneft,
- 1951-1953 : Trust "Leninneft" du Ministère de l'industrie pétrolière de la RSS d'Azerbaïdjan.
- 1953 : Ingénieur en chef - directeur adjoint de l'association Azneft.
- 1956 : Docteur en sciences géologiques et minéralogiques.
- 1959-1961 : Président du Conseil des ministres de la RSS d'Azerbaïdjan.
- Depuis décembre 1969 : Directeur de l'Institut des problèmes des champs pétroliers et gaziers de l'Académie des sciences de la RSS d'Azerbaïdjan.
- Depuis 1971 : Chef du laboratoire de l'institut[réf. souhaitée].

## Activité politique
- 1945-1947 : Secrétaire adjoint du Comité du parti de la ville de Bakou pour le pétrole.
- 1947-1948 : Premier secrétaire du Comité du Parti communiste d'Azerbaïdjan du district Lenin à Bakou.
- 1953-1954 : Premier secrétaire du comité du parti de la ville de Bakou.
- 1961-1969 : Président du Présidium du Soviet suprême de la RSS d'Azerbaïdjan.
- 1959 : Secrétaire du Comité central du Parti communiste d'Azerbaïdjan
- 1966-1971 : Membre de la Commission centrale d'audit du PCUS, député du Soviet suprême de l'URSS, 4-7 convocations.

- Depuis avril 1974 : Retraité personnel d'importance de toute union[6].

## Récompenses
3 Ordres de Lénine